# Waldbillig
Waldbillig (Luxemburgs: Waldbëlleg) is een gemeente in het Luxemburgse kanton Echternach.
De gemeente heeft een totale oppervlakte van 23,28 km² en telde 1.644 inwoners op 1 januari 2016.

Waldbillig is een fusiegemeente bestaande uit de volgend dorpen: 
- Waldbillig
- Christnach
- Haller

Daarnaast zijn er nog de volgende gehuchten:
- Mullerthal
- Freckeisen
- Nisendaller Haff
- Fléckenhaff
- Savelborn
- Grondhaff
- Haarthaff
- Kelleschhaff
- Uelegsmillen

## Ontwikkeling van het inwoneraantal
| Jaar                              | 2001  | 2002  | 2003  | 2004  | 2005  | 2007  | 2014  |
| --------------------------------- | ----- | ----- | ----- | ----- | ----- | ----- | ----- |
| Inwoneraantal                     | 1.137 | 1.220 | 1.240 | 1.292 | 1.296 | 1.397 | 1.477 |
| Opmerking: tellingen op 1 januari |       |       |       |       |       |       |       |

## Weblinks
- Website van de gemeente

Beaufort · Bech · Berdorf · Consdorf · Echternach · Rosport-Mompach · Waldbillig